# Tramwaje w Oradei
Tramwaje w Oradei – jeden z najstarszych systemów tramwajowych na terenie dzisiejszej Rumunii. Tramwaje w Oradei uruchomiono 28 sierpnia 1882 r., kiedy miasto należało do Austro-Węgier. Operatorem systemu jest Oradea Transport Local R.A. Oradea była pierwszym rumuńskim miastem, które wprowadziło do eksploatacji nowoczesne tramwaje niskopodłogowe (typ ULF). W 2020 r. w Oradei funkcjonowało 9 linii.

## Linie
Stan z 23 kwietnia 2020 r.
| Linia | Trasa                                                  |
| ----- | ------------------------------------------------------ |
|       | Pod C.F.R. – Gara Centrală – Piața Unirii – Pod C.F.R. |
|       | Pod C.F.R. – Sinteza – Pod C.F.R.                      |
|       | Pod C.F.R. – Piața Unirii – Gara Centrală – Pod C.F.R. |
|       | Nufărul – Piața Unirii – Iosia                         |
|       | Nufărul – Piața Unirii – Gara Centrală – Nufărul       |
|       | Nufărul – Gara Centrală – Piața Unirii – Nufărul       |
|       | Nufărul – Piața Unirii – Gara Centrală – Sinteza       |
|       | Nufărul – Gara Centrală – Piața Unirii – Sinteza       |
|       | Pod CFR – Decebal – Iosia                              |

## Tabor
Tabor eksploatowany liniowo według stanu z 1 kwietnia 2024 r.:
| Zdjęcie        | Typ                  | Eksploatacja od | Liczba |
| -------------- | -------------------- | --------------- | ------ |
|                | Tatra T4DM           | 2002            | 1      |
|                | Tatra T4D-Z          | 2002            | 1      |
|                | Siemens ULF          | 2008            | 10     |
|                | Tatra KT4DtM         | 2017            | 26     |
|                | Astra Imperio Oradea | 2020            | 20     |
| Łączna liczba: | Łączna liczba:       | Łączna liczba:  | 58     |